# Sus antediluvianus
Sus antediluvianus — вид парнопалих ссавців родини свиневих (Suidae).